# Marisa Bovolato
Marisa Bovolato (Venezia, 13 maggio 1926 – agosto 2023) è stata una cestista italiana.

## Carriera
Ha giocato due amichevoli con la Nazionale.

## Statistiche

### Cronologia presenze e punti in Nazionale
| Cronologia completa delle presenze e dei punti in Nazionale - Italia | Cronologia completa delle presenze e dei punti in Nazionale - Italia | Cronologia completa delle presenze e dei punti in Nazionale - Italia | Cronologia completa delle presenze e dei punti in Nazionale - Italia | Cronologia completa delle presenze e dei punti in Nazionale - Italia | Cronologia completa delle presenze e dei punti in Nazionale - Italia | Cronologia completa delle presenze e dei punti in Nazionale - Italia | Cronologia completa delle presenze e dei punti in Nazionale - Italia |
| Data                                                                 | Città                                                                | In casa                                                              | Risultato                                                            | Ospiti                                                               | Competizione                                                         | Punti                                                                | Note                                                                 |
| -------------------------------------------------------------------- | -------------------------------------------------------------------- | -------------------------------------------------------------------- | -------------------------------------------------------------------- | -------------------------------------------------------------------- | -------------------------------------------------------------------- | -------------------------------------------------------------------- | -------------------------------------------------------------------- |
| 09/01/1948                                                           | Parigi                                                               | Francia                                                              | 35 - 22                                                              | Italia                                                               | Amichevole                                                           | 4                                                                    | [ 2 ]                                                                |
| 20/03/1949                                                           | Modena                                                               | Italia                                                               | 12 - 30                                                              | Francia                                                              | Amichevole                                                           | 2                                                                    |                                                                      |
| Totale                                                               |                                                                      | Presenze                                                             | 2                                                                    |                                                                      | Punti                                                                | 6                                                                    |                                                                      |